# 4693 Drummond
4693 Drummond (1983 WH) là một tiểu hành tinh vành đai chính được phát hiện ngày 28 tháng 11 năm 1983 bởi Bowell, E. ở Flagstaff.